# Dohrniphora isopterorum
Dohrniphora isopterorum är en tvåvingeart som beskrevs av Ronald Henry Lambert Disney och Darlington 2000. Dohrniphora isopterorum ingår i släktet Dohrniphora och familjen puckelflugor.
Artens utbredningsområde är Kenya. Inga underarter finns listade i Catalogue of Life.